# Бодзентин (гміна)
Гміна Бодзентин (пол. Gmina Bodzentyn) — місько-сільська гміна у східній Польщі. Належить до Келецького повіту Свентокшиського воєводства.
Станом на 31 грудня 2011 у гміні проживало 11789 осіб.

## Територія
Згідно з даними за 2007 рік площа гміни становила 160.32 км², у тому числі:
- орні землі: 50.00%
- ліси: 45.00%

Таким чином, площа гміни становить 7.13% площі повіту.

## Населення
Станом на 31 грудня 2011:
| Опис     | Загалом | Загалом | Чоловіки | Чоловіки | Жінки | Жінки |
| -------- | ------- | ------- | -------- | -------- | ----- | ----- |
| одиниця  | осіб    | %       | осіб     | %        | осіб  | %     |
| все      | 11789   | 100     | 5899     | 50.04    | 5890  | 49.96 |
| міське   | 2320    | 100     | 1136     | 48.97    | 1184  | 51.03 |
| сільське | 9469    | 100     | 4763     | 50.30    | 4706  | 49.70 |

## Сусідні гміни
Гміна Бодзентин межує з такими гмінами: Беліни, Вонхоцьк, Ґурно, Лончна, Маслув, Нова Слупія, Павлув, Сухеднюв.